# 积善遇真观
积善遇真观，位于山西省晋城市陵川县西河底镇积善村。
2021年8月4日，积善遇真观公布为第六批山西省文物保护单位，古建筑类，编号6-234。